# Clasă (biologie)
Clasa reprezintă o treaptă de clasificare taxonomică, inferioară supraclasei și superioară subclasei.
- Exemplu: Aves, Reptilia, Mammalia